# Coussapoa brevipes
Coussapoa brevipes är en nässelväxtart som beskrevs av Henri François Pittier. Coussapoa brevipes ingår i släktet Coussapoa och familjen nässelväxter. Inga underarter finns listade i Catalogue of Life.